# Melitta (společnost)
Melitta je německá společnost z Mindenu, zaměřující se nejenom na výrobu a prodej kávových filtrů, nýbrž i na prodej kávy, kávovarů a automatů na kávu, založená Melittou Bentz (1873–1950) v Drážďanech roku 1908. V tomto roce byla společnost, vyrábějící původně pouze filtry na kávu, přihlášená jak u tamějšího živnostenského úřadu, tak i úspěšně zapsána u berlínského patentového úřadu.
Vyvážet do České republiky a do Švýcarska započala již krátce po první světové válce (cca 1922). První pobočka ve Spojených státech amerických byla zřízena až v roce 1963.

## Galerie

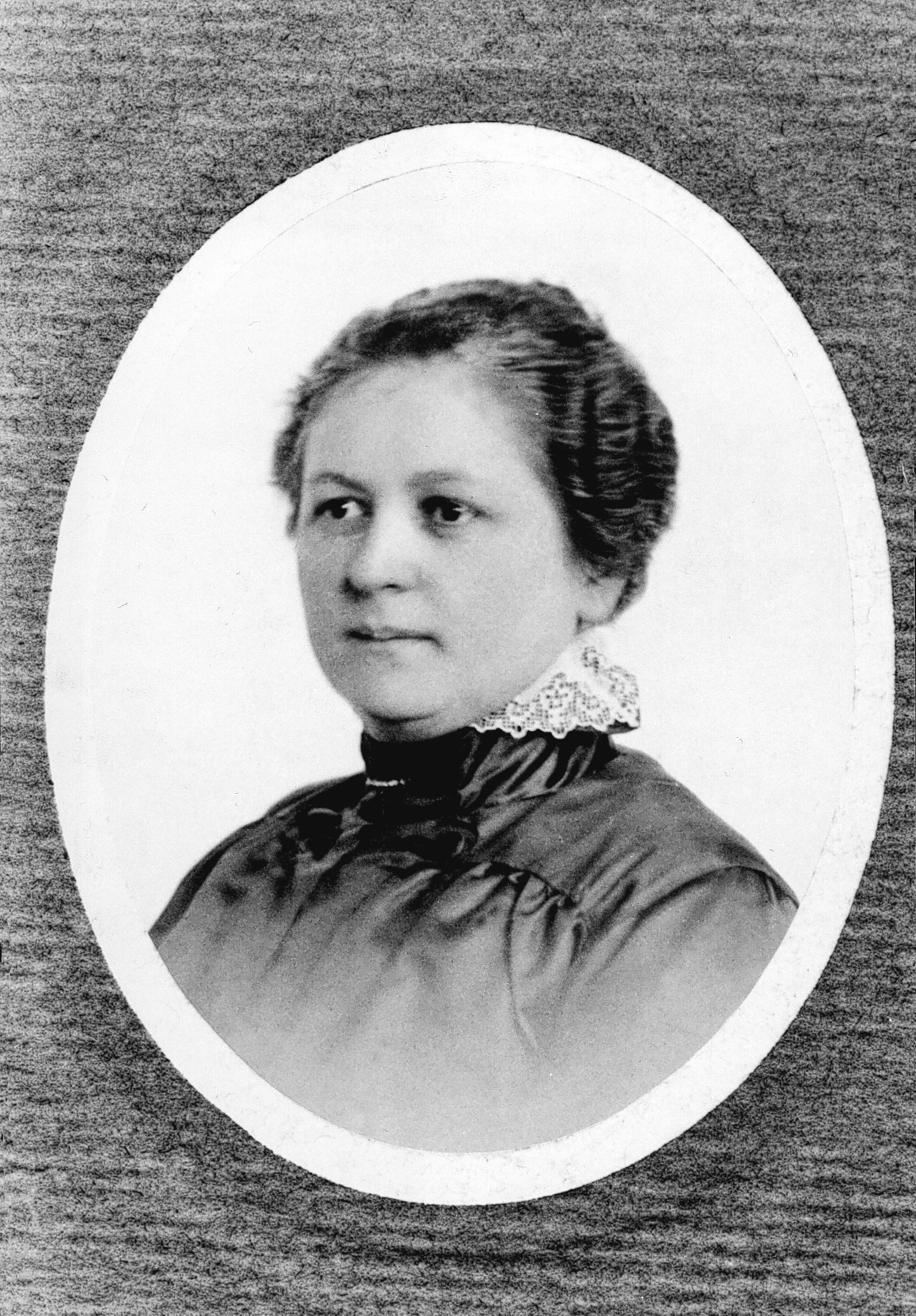
Melitta Bentz, zakladatelka firmy
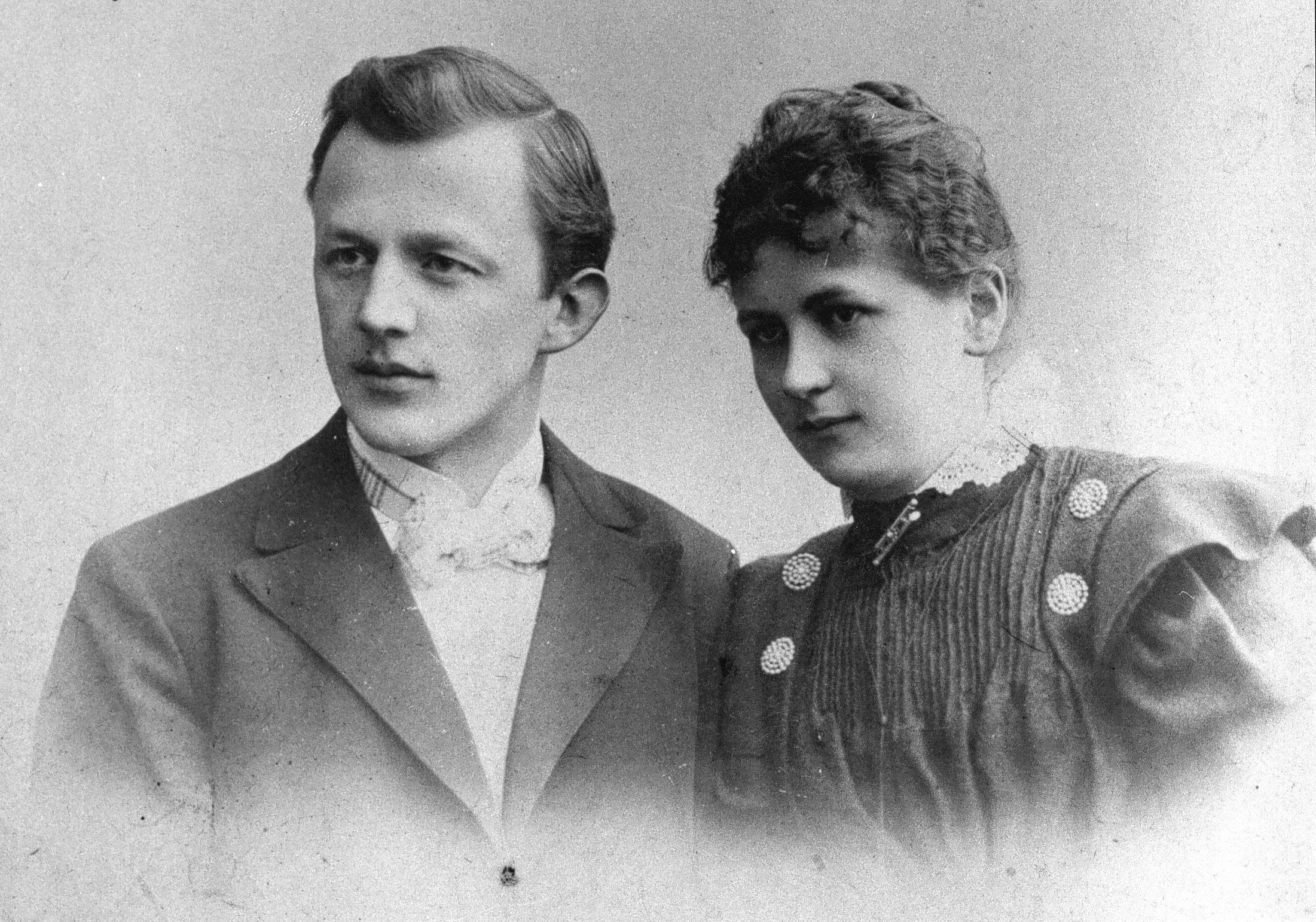
Melitta Bentz s manželem Emilem Hugem
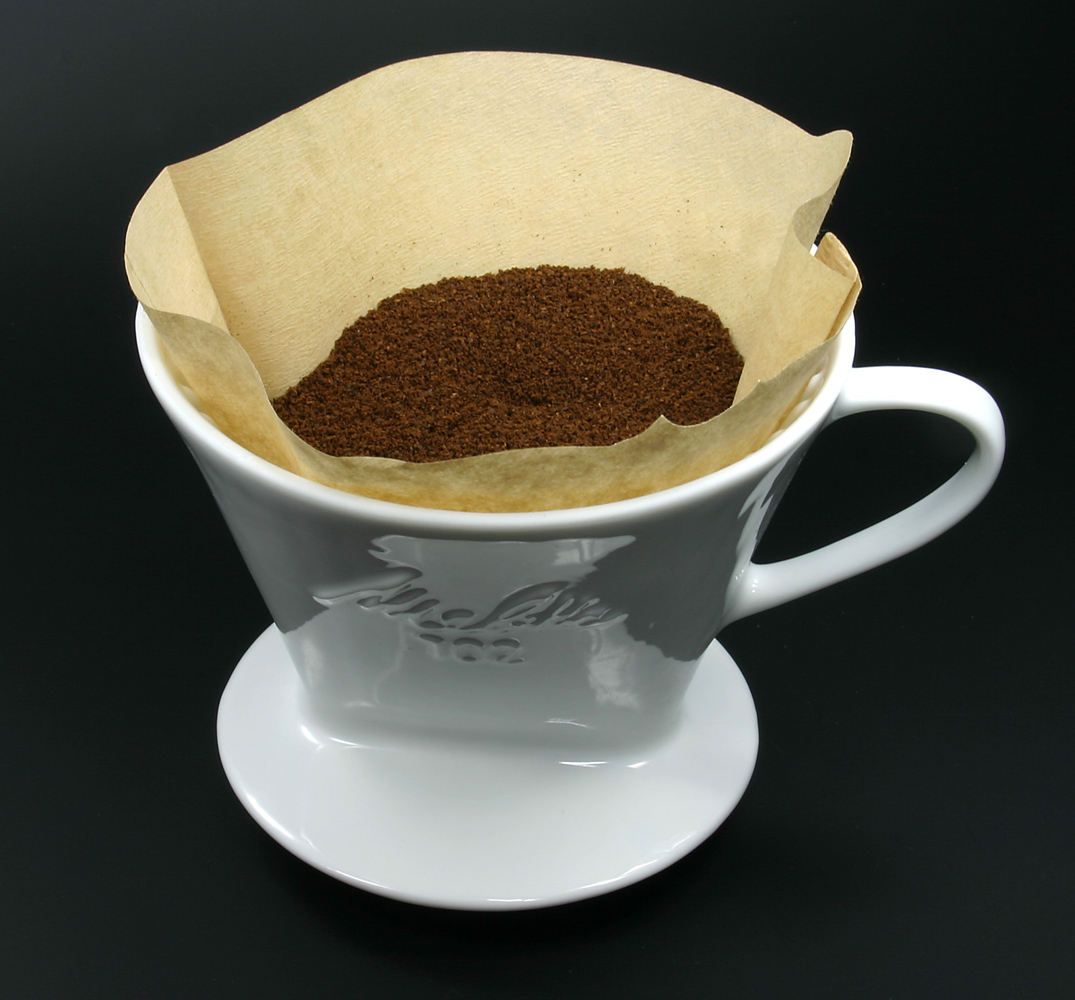
Filtr na kávu od společnosti Melitta
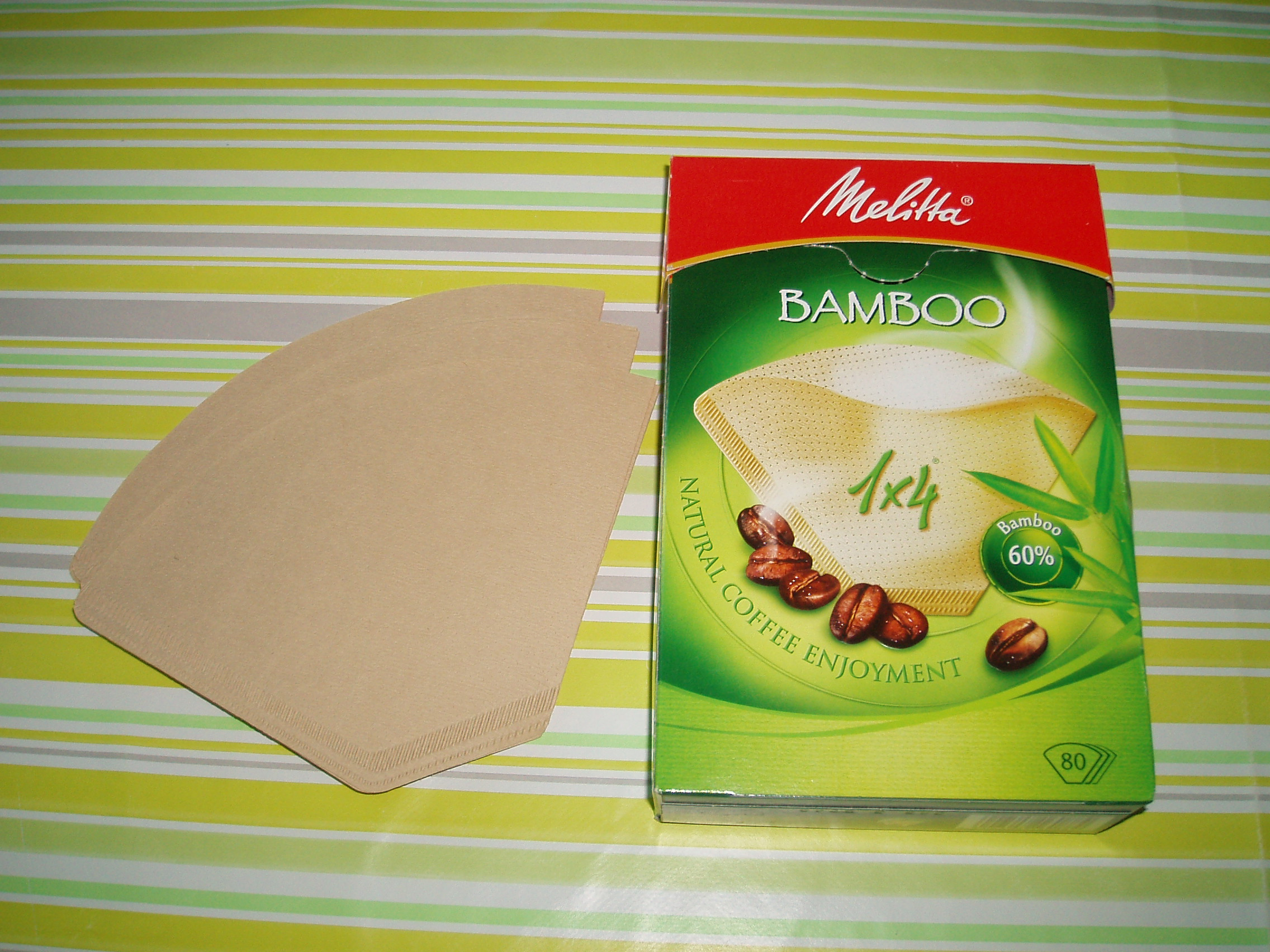
Filtry na kávu od společnosti Melitta
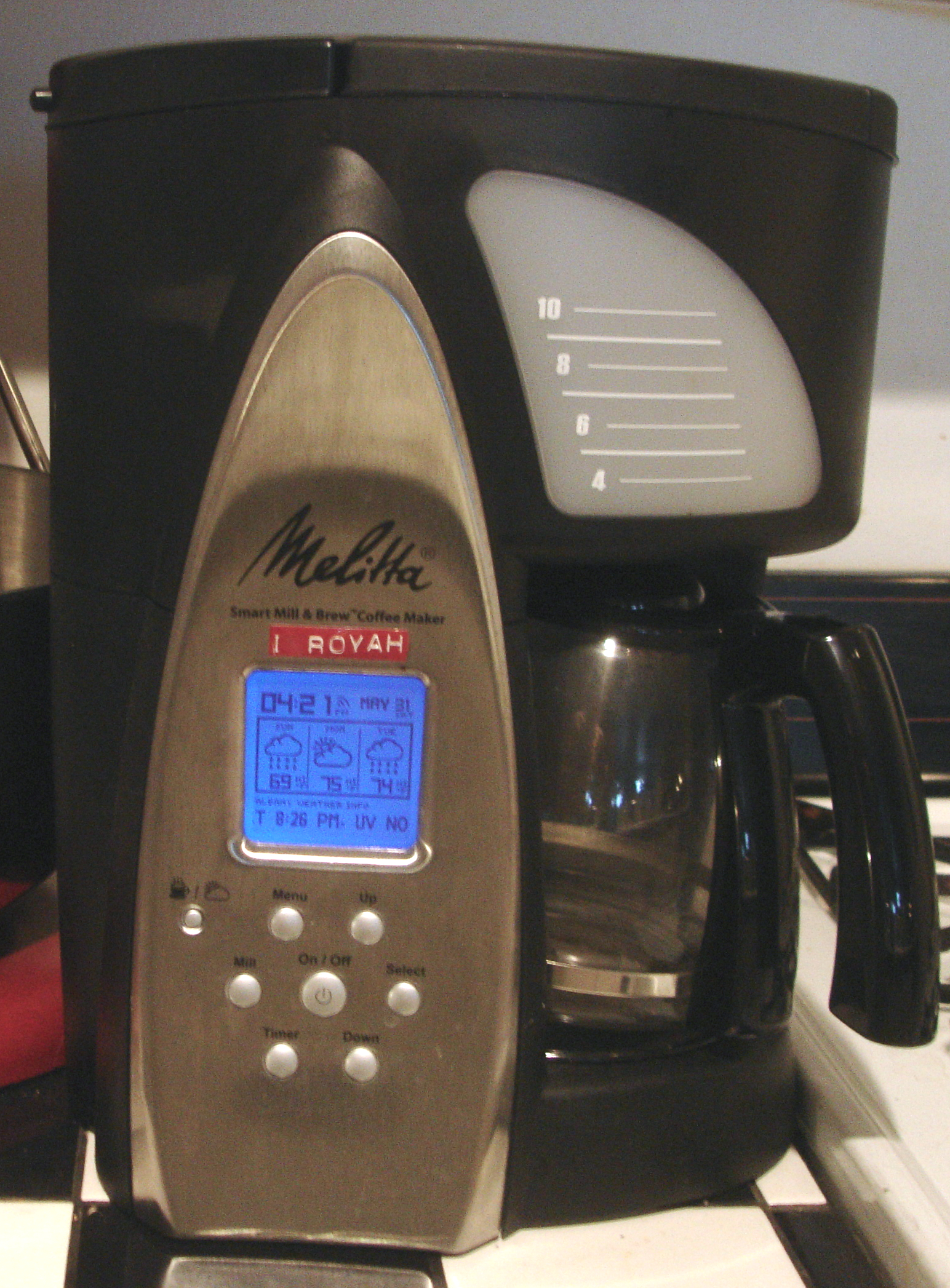
Domácí spotřebič značky Melitta